# Юнусов, Рафаэль Рамелович
Рафаэль Рамелович Юнусов (род. 21 июля 1996 года, Ульяновская область, Россия) — российский борец классического стиля. Вице-чемпион России 2023-2024 годов. Мастер спорта международного класса.

## Спортивная биография
Рафаэль начал свою карьеру с турнира памяти Ибрагима Мустафы в Египете и международного турнира в Ульяновске, где в обоих турнирах он стал победителем в весе до 75 кг. Участник международного турнира «Кубок Хапаранда» 2015 и гран-при Иван Поддубный 2016—2017. В апреле 2018 года стал третьем на первенстве России среди борцов до 23 лет. В июле 2018 года на турнире памяти Гиви Картозия и Вахтанга Балавадзе в Тбилиси (Грузия) выиграл бронзовую медаль. В феврале 2019 года принял участие на гран-при Хорватии, где победил чемпиона мира из США Камала Бея, но в схватке за 3 место проиграл олимпийскому чемпиону Ким Хён У (Южная Корея). В апреле 2019 стал победителем первенства России среди борцов до 23 лет, в весе до 77 кг. В июле 2019 года стал победителем гран-при Испании, победив в финале украинца Владимира Яковлева. В начале 2021 года принял участие на чемпионате России, но остался без наград. В начале июня 2021 года стал победителем «Мемориала Барбашова» в новой весовой категории до 82 кг. В конце июня 2021 года занял второе место на международном турнире посвященный Вехди Эмри и Хамиту Каплану в Турции, уступив в финале чемпиону мира Акбудаку Бурхану. В сентябре 2021 года принял участие на международном турнире «Мемориале Нестеренко», где добыл бронзовую медаль. На Чемпионате России 2022 принёс в копилку сборной Ульяновской области бронзовую награду, в весе до 82 кг. В конце лето 2022 года так же был третьим на «Всероссийской спартакиады сильнейших» в Казани. В октябре 2022 стал финалистом второй серий турнира лиги Поддубного в Москве. На кубке России 2022 стал победителем, победив всех соперников досрочно. В феврале 2023 года Рафаэль стал вице-чемпионом России в весовой категории до 82 килограмм. В мае 2023 года Рафаэль выиграл третье место на международном турнире памяти Кутузова в Суздале. В январе 2024 года добыл серебро чемпионата России в Наро-Фоминске. В июне 2024 года стал финалистом Спортивных игр БРИКС.

## Спортивные достижения
- 2023, 2024, 2025, Чемпионат России — ;
- 2022 Чемпионат России — ;
- 2022 Всероссийская спартакиада — ;
- 2024 Спортивные игр БРИКС — ;